# NUCB1
NUCB1 (англ. Nucleobindin 1) – білок, який кодується однойменним геном, розташованим у людей на короткому плечі 19-ї хромосоми. Довжина поліпептидного ланцюга білка становить 461 амінокислот, а молекулярна маса — 53 879.
| 10         |  | 20         |  | 30         |  | 40         |  | 50         |
| ---------- |  | ---------- |  | ---------- |  | ---------- |  | ---------- |
| MPPSGPRGTL |  | LLLPLLLLLL |  | LRAVLAVPLE |  | RGAPNKEETP |  | ATESPDTGLY |
| YHRYLQEVID |  | VLETDGHFRE |  | KLQAANAEDI |  | KSGKLSRELD |  | FVSHHVRTKL |
| DELKRQEVSR |  | LRMLLKAKMD |  | AEQDPNVQVD |  | HLNLLKQFEH |  | LDPQNQHTFE |
| ARDLELLIQT |  | ATRDLAQYDA |  | AHHEEFKRYE |  | MLKEHERRRY |  | LESLGEEQRK |
| EAERKLEEQQ |  | RRHREHPKVN |  | VPGSQAQLKE |  | VWEELDGLDP |  | NRFNPKTFFI |
| LHDINSDGVL |  | DEQELEALFT |  | KELEKVYDPK |  | NEEDDMREME |  | EERLRMREHV |
| MKNVDTNQDR |  | LVTLEEFLAS |  | TQRKEFGDTG |  | EGWETVEMHP |  | AYTEEELRRF |
| EEELAAREAE |  | LNAKAQRLSQ |  | ETEALGRSQG |  | RLEAQKRELQ |  | QAVLHMEQRK |
| QQQQQQQGHK |  | APAAHPEGQL |  | KFHPDTDDVP |  | VPAPAGDQKE |  | VDTSEKKLLE |
| RLPEVEVPQH |  | L          |  |            |  |            |  |            |

A: Аланін

D: Аспарагінова кислота

E: Глутамінова кислота

F: Фенілаланін

G: Гліцин

H: Гістидин

I: Ізолейцин

K: Лізин

L: Лейцин

M: Метіонін

N: Аспарагін

P: Пролін

Q: Глутамін

R: Аргінін

S: Серин

T: Треонін

V: Валін

W: Триптофан

Кодований геном білок за функцією належить до фосфопротеїнів. 
Білок має сайт для зв'язування з іонами металів, іоном кальцію, ДНК. 
Локалізований у цитоплазмі, мембрані, апараті гольджі.
Також секретований назовні.